# Fermat (musik)
 For alternative betydninger, se Fermat. (Se også artikler, som begynder med Fermat)
Fermat (it. fermáta eller coróna, en.
pause, fr. point d'orgue) er navnet på
det musikalske hviletegn  der betegner
at den node eller pause, over hvilken
det anbringes, skal udholdes en vis ikke
nærmere bestemt tid ud over dens egentlige værdi eller
varighed. Anbragt over en taktstreg antyder
en fermat, at her skal indskydes en lille pause.
Endelig anbringes fermat også i koncertstykker og lignende
på det sted mod slutningen, hvor solisten
indskyder den såkaldte kadence.
Oprindelig anvendtes fermat for at betegne afslutningen af et
musikstykke og anbragtes derfor over den
sidste node i dette; på samme måde antydede
den ofte i koralen afslutningen af de enkelte
verslinier.
| Berømte fermater fra begyndelsen af Beethovens femte symfoni | |   |
| Berømte fermater fra begyndelsen af Beethovens femte symfoni | | · |
|                                                              | Beethovens femte symfoni Første sats med de berømte fermater (7m28s) Er der problemer med lyden? Se da eventuelt Hjælp:Ogg Vorbis eller "Media help" (engelsk) |   |